# Twenty20 International

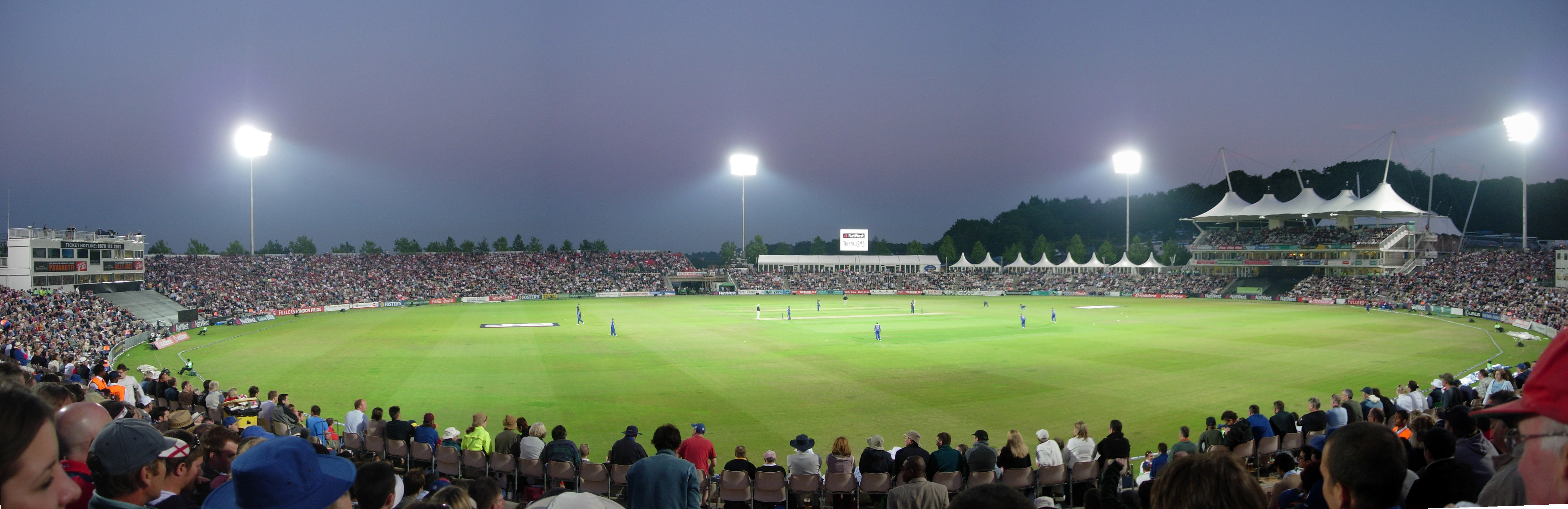
En Twenty20-landskamp mellan England och Sri Lanka i juni 2006 i Southampton Cricket Ground.

En Twenty20 International (T20I) är en form av cricket som spelas mellan två av de internationella medlemmarna av International Cricket Council (ICC), där varje lag spelar maximalt tjugo overs. Matcherna har toppklasstatus och är högsta T20-standard. Matcherna spelas enligt reglerna för Twenty20 cricket. Från och med formatets start 2005, gällde T20I-status endast för fullvärdiga medlemmar och vissa associerade medlemsländer. I april 2018 meddelade dock ICC att de skulle ge T20I-status till alla sina 105 medlemmar från och med den 1 januari 2019.
Det förkortade formatet introducerades ursprungligen för att stärka publiken för de inhemska ligorna, och var inte avsedd att spelas internationellt, men den första Twenty20 International ägde rum den 17 februari 2005 när Australien besegrade Nya Zeeland, och den första turneringen spelades två år senare, med introduktionen av ICC T20 World Cup. Under 2016, för första gången på ett kalenderår, spelades fler Twenty20 internationella matcher (100) än ODI- matcher (99). Från och med november 2021 finns 90 nationer med i ICC T20I-lagrankingen.
Twenty20 International-formatet har även ett obligatoriskt powerplay-moment under matchens första sex overs. Detta kortare format av sporten gör det svårare att nå de traditionella milstolparna, som bland annat att slå en 100-poängare eller ta fem wickets i en inning, och få spelare har uppnått dessa. Den högsta individuella poängen i en Twenty20 International är 172, uppnådd av Australiens Aaron Finch mot Zimbabwe 2018, medan Nigerias Peter Aho har den bästa bowlingsiffran på 6/5 mot Sierra Leone i oktober 2021.